# Palacio de Mármol (Potsdam)
El Palacio de Mármol (en alemán: Marmorpalais) es un palacio localizado a orillas del lago Heiliger, en el Jardín Nuevo de Potsdam. La construcción de esta residencia de verano para Federico Guillermo II, que estuvo a cargo del arquitecto Carl von Gontard y se produjo entre 1789 y 1791, instaló la arquitectura clasicista en Prusia. En 1990, la Organización de las Naciones Unidas para la Educación, la Ciencia y la Cultura lo declaró Patrimonio de la Humanidad como parte de los palacios y parques de Potsdam y Berlín.
La construcción de ladrillo recibe su nombre por sus revestimientos de mármol silesio. El palacio original se completó en 1791 y seis años después se amplió con un piso extra y dos alas laterales, lo que le dio apariencia de villa palladiana. Tal reconstrucción, ordenada por Federico Guillermo IV, finalizó en 1840 con los arquitectos Michael Philipp Boumann y Ludwig Ferdinand Hesse.
Sirvió como sitio de retiro para Federico Guillermo II y fue en este lugar donde murió en 1797. El diseño de la decoración del interior, como fue el caso del dormitorio del rey, corrió a cargo de Carl Gotthard Langhans. Los objetos que alberga fueron recolectados por el rey durante varios años y entre ellos se encuentran esculturas, muebles, una chimenea de mármol de Roma y pinturas de Angelica Kauffmann.